# أوين غليندور
أوين غليندور (بالويلزية:Owain Glyndŵr) (ولد 1359 – توفي 1415) هو متمرد ويلزي وآخر من طالب بلقب أمير مستقل على المنطقة.

## أصله
اسمه أوين أب غروفيذ، وحمل لقب لورد غلينديفردوي في ميريونيث، وكان سليل عائلةَ نبيلة من ببيتين كبيرين، وهما سيخارث وغلينديفوردوي في الشمال وكما امتلك أراضي وأقطاع صغيرة في جنوب ويلز. أبوه كان يدعى غروفيذ فيخان، وأمه تدعى هيلين؛ وهو ينحدر من الأمراء الويلزيينِ القدامى من كلا الجانبين.

## بدايات حياته
من المحتمل أنه ولد حوالي 1359، ودرس القانون في ويستمينستر، كان ملاكا لدى إيرل أروندل، وشاهدا مع غروسفينور في قضية سكروب وغروسفينور في عام 1386. بعدها خدم هنري بولينغبروك (لاحقا هنري الرابع ملك إنكلترا)، مع ذلك فهناك خطأ شائع بأنه كان ملاكا لدى ريتشارد الثاني، حيث كان الويلزيون متعاطفين مع ريتشارد.

## اندلاع الثورة
كان لوردات غلينديردوي على عداء قديم بينهم وبين جيرانهم الإنجليز آل غري من روثين. لم يقم ريجنالد غري باستدعاء أوين ليؤدي واجبه في الحملة الاسكتلندية عام 1400، وبعد ذلك اتهمه بالخيانة لامتناعه عن المثول. عقب ذلك حمل أوين السلاح ضده، وعندما عاد هنري الرابع من اسكتلندا في سبتمبر وجد الثورة وهي مشتعلة في شمال ويلز. وقاد الملك حملة أقامها على عجل ولكنها لم تنفع في قمع التمرد. تمت مصادرة عقارات أوين وهددت الحكومة الإنجليزية بعقوبات صارمة. لكن الثورة كانت ما تزال في تصاعد.
في ربيع 1401 قام أوين بمهاجمة جنوب ويلز، وكان يهدف إلى غزو إنجلترا. وقام الملك بحملة ثانية في الخريف لكنها هزمت مثل التي في السنة السابقة وذلك بسبب الطقس السيئ والكر والفر. وكان أوين يتآمر مع هنري بيرسي (هوتسبر)، الذي قاد جيشه في شمال ويلز في عام 1401، واشترك معه نسيب بيرسي، السير إدموند مورتيمر. وفي شتاء 1401 – 1402 قام أوين غليندور بالتفاوض مع الثوارِ الأيرلنديين والاسكتلنديين والفرنسيين.
في الربيع بدأت قوته تتزايد بِحيث هاجم روثين، وأسر أحد أفراد آل غري. في الصيف هزم رجال هيرفورد بقيادة إدموند مورتيمر في بيليث قرب برينغلاس في رادنورشاير. وأخذ مورتيمر سجينا وعامله معاملة حسنة ليجعل الإنجليز يشكون في ولائه؛ وبعد أشهر قليلة تزوج مورتيمر ابنة أوين. وفي الخريف هزم الملك الإنجليزي مرة أخرى.
كانت المعاقل الإنجليزية القليلة الباقية في ويلز تواجه عوائق كبيرة، وتفاخر أوين أنه سيقابل عدوه في الميدان. ولكن رغم هذا، قام هنري مونموث بنهب أملاك سيخارث وغلينديردوي في مايو 1403 ولم يلق أي مقاومة. أما أوين فقد تحالف مع آل بيرسي الذين استعدوا لحمل السلاح ليشتبكوا مع الأمير هنري في شروزبيري، ويكتسحونه قبل أن تصل المساعدة. لكن خطة أوين أحبطت بهزيمته قرب كارمارثن في 12 يوليو، وسحق بيرسي في شروزبيري بعد عشرة أيام. لكن الثورة الويلزية ما زال قوية بما لم يسبق لثورات قبلها. وقام أوين بتتويج نفسه أمير ويلز، وأسس حكومة منتظمة، وأقام برلمانا في ماخينليث. وأرسل الفرنسيون القوات لمساعدته بعد أن تحالفوا معه رسميا، وفي عام 1404 وقعت قلعتا هارلخ وأبيريستويث العظيمتانِ في يده.
في ربيع 1405 كان أوين في ذروة قوته؛ لكن التيار انقلب ضده فجأة. هزم الأمير هنري الويلزيين في غروسمونت في مارس، ومرة أخرى في مايو، عندما سجن ابن أوين جريفيث ومستشاره. لكن تمرد سكروب في الشمال منع الإنجليز من متابعة انتصارهم.
لجأ إيرل نورثمبرلاند إلى ويلز، فهدد الحلف الثلاثي بين أوين وبيرسي ومورتيمر بتجديد الخطر على إنجلترا، (وهو ما حوله شكسبير إلى مناسبة سابقة في مسرحية هنري الرابع الجزء الأول). لكن مؤامراتَ نورثمبلاند ومساعدة الفرنسيين لم تكن ذات تأثير. أما الإنجليز تحت إمرة الأمير هنري أحرزوا تقدما ثابتا، واستعادوا آبريستويث في خريف 1408 بعد حصار طويل وكان هذا مؤشرا لنهاية الحرب بشكل جدي. في فبراير 1409 استرد هنري هارلخ أيضا، وأخذت زوجة أوين وابنته وأحفاده سجناء. أما أوين بنفسه فكان ما يزال صامدا ويواصل خططه حتى مع الفرنسيين.
في يوليو 1415 جمع اللود غيلبرت تالبوت الرجال ليجابه أوين ومؤيديه ويمنحهم العفو من الملك. لا يظهر اسم أوين في الوثيقة التي تجدد سلطات تالبوت في فبراير 1416؛ وطبقاً لآدم من أوسك فقد مات في عام 1415. يزعم كتاب إنجليز لاحقون أنه مات جوعا في الجبالِ؛ لكن الأسطورةَ الويلزيةَ تقول أنه عاش شيخوخته في سلام مع أصهاره في إيوايس ومونينغتون في هيرفوردشاير، حتى مات ودفن في مثواهِ الأخير، وهناك رواية تقول أنه فر إلى فرنسا ومات هناك ولم يقبض عليه هنري أبدا.

## آثار أوين
لم يكن الحلم بدولة ويلزية مستقلة ومتحدة أقرب من التحقق كما كان تحت قيادة أوين. وساعدته الحالة المضطربة التي كانت تعانيها إنجلترا، لكنه استحق أن يكون بطلا وطنيا. كانت العاطفة والتقاليد قد ضخمتا من إنجازاته، وخلطت بين أعماله وبين الخرافات والقوى السحرية والهروب من أصعب المواقف وهو ما صوره شيكسبير. ترك أوين عند مماته العديد من الأطفالِ اللقطاء؛ ممثله الشرعي في 1433 كانت ابنته أليس، زوجة السير جون سكودامور من إيوايس.
جمعت الحقائق عن حياة أوين من شذرات متفرقة في السجلات والوثائق المعاصرة؛ ربما أكثرها أهمية هي سجلات آدم من أوسك والرسائل الأصلية لإليس. على الجانب الويلزي هناك بعض المواد موجودة من قبل الشعراء يولو غوخ لويس جلين غوثي.